# Oenanthe lugubris
La collalba abisinia (Oenanthe lugubris) es una especie de ave paseriforme de la familia Muscicapidae propia de África oriental.

## Taxonomía
Fue descrita científicamente en 1837 por Eduard Rüppell con el nombre binomial de Saxicola lugubris. Posteriormente fue considerada conespecífica de la collalba núbica.
En la actualidad de reconocen tres subespecies:
- O. l. vauriei - localizada en el noreste de Somalia;
- O. l. lugubris - se encuentra en Eritrea hasta el centro de Etiopía;
- O. l. schalowi - se encuentra en Kenia y Tanzania. Es considerarada en las principales guías una especie separada y está pendiente de estudios genéticos que lo confirmen.